# Rupert Penry-Jones
Rupert Penry-Jones je britanski glumac, najviše poznat po ulozi Adama Cartera u BBC-ijevoj TV seriji Obavještajci. 

## Karijera
- Debitirao je na daskama Hackney Empirea u ulozi Fortinbrasa u drami Hamlet.
- 1996. glumio je Richarda u predstavi Sweet Panic, u Hampstead teatru.
- 1998. je glumio dječaka u predstavi The Play About the Baby u Almeida teatru.
- 1999. pridružio se RSC (Royal Shakespeare Company) igrajući naslovnu ulogu kao Don Carlos u The Other Place, i Alcibiades u Timon of Athens. Obje predstave su prebačene u Barbican Centre 2000. gdje je za glumu Don Carlosa dobio Ian Charleson Award.
- Od srpnja do listopada 2003. glumio je Luja 16. u povijesnoj drami Power

- 2000. na televiziji glumi odvjetnika Alexa Haya u seriji North Square
- 2003. glumi Donalda McLeana u BBC-ijevoj seriji Cambridge Spies
- 2004. se pridružio u trećoj sezoni Obavještajaca gdje je glumio Adama Cartera, u seriji se zadržao četiri sezone.
- 2005. glumi Grimanija u Casanovi
- 2008. U svojoj posljednjoj sezoni u Obavještajcima dobio je nagradu Crime Thriller Award. Iste godine glumio je u mini seriji Burn Up zajedno s Bradley Whitfordom i Neve Campbell. Još je glumio u filmu The 39 Steps
- 2010. snima film Manor Hunt Ball koji će se prikazati početkom 2011.

## Filmografija
- 2010. Who Do You Think You Are? (TV) - sebe

- 2009. Whitechapel (TV) - DI Chandler

- 2008.

The 39 Steps (TV) - Richard Hannay
Burn Up TV mini serija - Tom McConnell
- 2007.

Joe's Palace (TV) - Richard Reece
Persuasion (TV) - Kapetan Wentworth
- 2006. Krakatoa - The Last Days (TV) - Willem Beijerinck

- 2005.

Match Point - Henry
Casanova (TV) - Grimani
- 2004. – 2008. Obavještajci - Adam Carter[3]

- 2003.

Agatha Christie's: Poirot - Roddy Winters (Sad Cypress)
Cambridge Spies (TV) - Donald Maclean
- 2002.

A Family Man - Tarquin
The Four Feathers - Willoughby
- 2001. Charlotte Gray - Peter Gregory[7]

- 2000. North Square - Alex Hay (8 epizoda)

- 1999. Virtual Sexuality - Jake[8]

- 1998.

Still Crazy  - Young Ray
Hilary and Jackie  - Piers
The Tribe  - Dietrich
- 1997.

Food of Love  - Head office
Bent  - Guard on road
The Student Prince  (TV) - The Prince
The Moth  (TV) - Stanley Thorman
Jane Eyre - John Rivers
- 1996.

Faith in the Future - Sam (2 epizode)
The Ring  (TV) - Gerhard von Gotthard
Cold Lazarus  (TV mini-serija) - Policajac/Vojnik
Kavanagh QC - Ralph Kinross (1 epizoda)
- 1995.

Absolutely Fabulous - Boy at Party (1 epizoda)
Cold Comfort Farm  (TV) - Dick Hawk-Monitor
- 1994.

Fatherland  (TV) - SS kadet Hermann Jost
Black Beauty  - Wild-looking Young Man
- 1988. French and Saunders (1 epizoda)

## Privatni život
Njegov otac je bio Velški glumac Peter Penry-Jones, majka također glumica kao i njegov brat. 
2007. oženio se glumicom Dervlom Kirwanam. Imaju dvoje djece.

## Vanjske poveznice
- Rupert Penry-Jones na službenoj stranici serije Obavještajci
- Rupert Penry-Jones interviju: subotnji Times 15. lipnja 2008  Arhivirana inačica izvorne stranice od 15. lipnja 2011. (Wayback Machine)
- Službena stranica  Arhivirana inačica izvorne stranice od 24. listopada 2021. (Wayback Machine)